# Georg von Waldersee (Offizier, 1824)
Georg Ernst Franz Heinrich Graf von Waldersee (* 22. Oktober 1824 in Berlin; † 30. Oktober 1870 bei Le Bourget) war ein preußischer Oberst und Kommandeur des Königin Augusta Garde-Grenadier-Regiments Nr. 4.

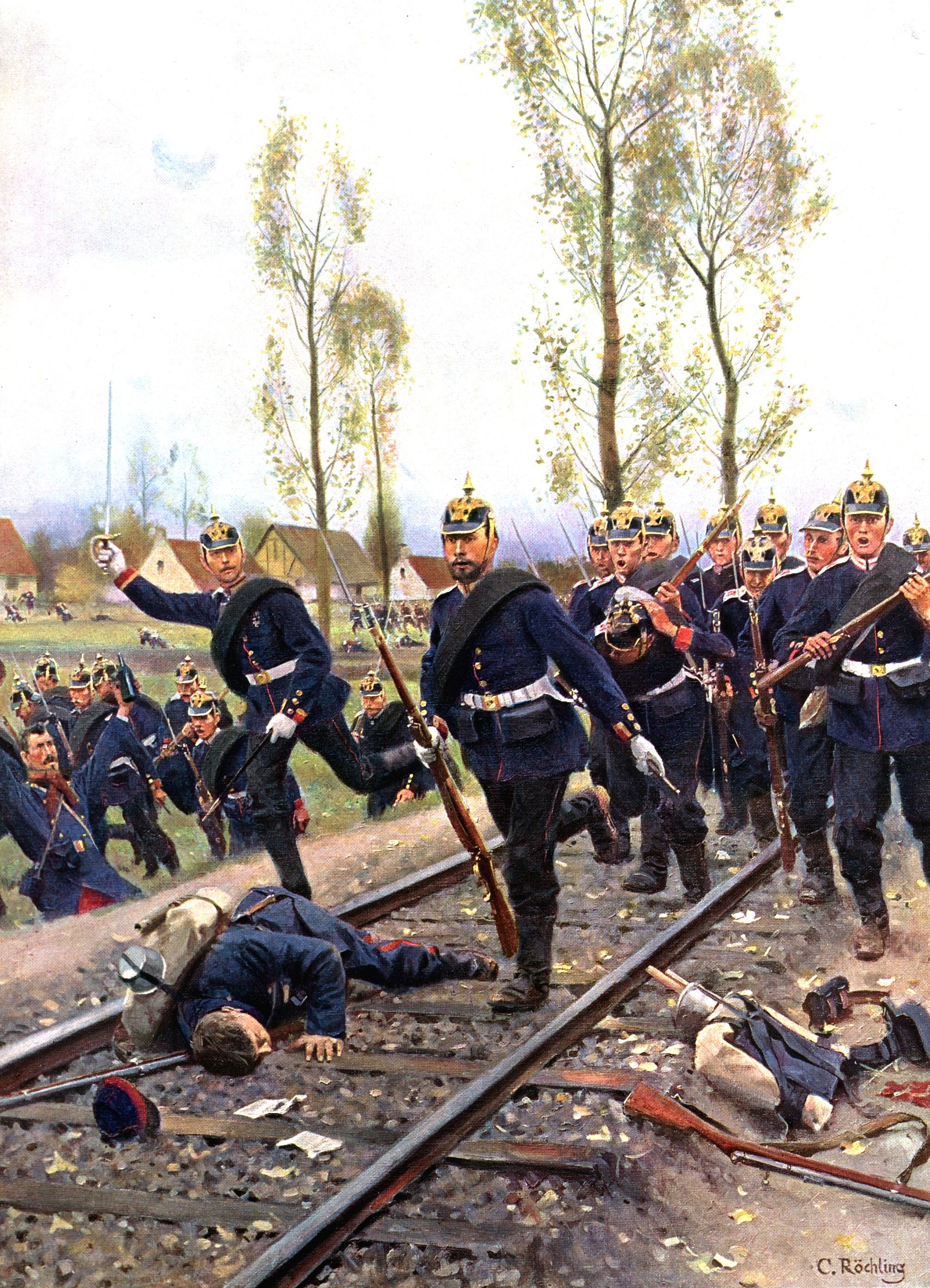
Das Kaiser Alexander Garde-Grenadier-Regiment Nr. 1 am 30. Oktober 1870 bei Le Bourget, Gemälde von Carl Röchling

## Leben

### Herkunft
Georg war ein Enkel von Franz Graf Waldersee (1763–1823), einem illegitimen Sohn des Fürsten (ab 1806 Herzog) Leopold III. von Anhalt-Dessau aus einer Verbindung mit Johanne Eleonore Hoffmeier. Er war das erste von sechs Kindern des späteren preußischen Generals der Kavallerie Franz von Waldersee (1791–1873) und dessen Ehefrau Bertha Wilhelmine Friederike, geborene von Hünerbein (* 20. März 1799 in Berlin; † 24. Januar 1859 in Posen). Er war der ältere Bruder des preußischen Generalfeldmarschalls und Generalstabschefs Alfred von Waldersee.

### Militärkarriere
Waldersee trat am 12. August 1841 als Sekondeleutnant in das 1. Garde-Regiment zu Fuß der Preußischen Armee ein. Am 2. Dezember 1851 wurde er als Adjutant zum Kommando der Gardeinfanterie kommandiert und dort am 11. Oktober 1853 zum Premierleutnant befördert. Daran schloss sich am 30. Oktober 1855 eine Kommandierung zum Großen Generalstab an. Mit seiner Beförderung zum Hauptmann wurde Waldersee am 22. April 1856 dorthin versetzt. Mitte Juli 1858 kam er zum Generalstab der 6. Division nach Brandenburg an der Havel. Als Major folgte Anfang Juli 1861 seine Versetzung zum Generalstab des III. Armee-Korps. Während des Krieges gegen Dänemark war Waldersee 1864 an der Erstürmung der Düppeler Schanzen und am Übergang nach Alsen beteiligt. Für seine Leistungen erhielt er den Roten Adlerorden IV. Klasse mit Schwertern sowie den Kronenorden III. Klasse mit Schwertern.
Mitte Dezember 1864 kehrte Waldersee zum Großen Generalstab zurück und erhielt ein halbes Jahr später ein Truppenkommando. Er wurde Bataillonskommandeur im Garde-Füsilier-Regiment und in dieser Eigenschaft am 18. Juni 1865 zum Oberstleutnant befördert. Als solcher führte er seinen Verband 1866 in den Kämpfen bei Königinhof und Königgrätz erfolgreich gegen die Österreicher. Dafür wurde Waldersee mit dem Ritterkreuz des Königlichen Hausordens von Hohenzollern mit Schwertern ausgezeichnet.
Nach dem Friedensschluss wurde er am 30. Oktober 1866 zum Chef des Generalstabes des XI. Armee-Korps in Kassel ernannt und am 18. April 1867 zum Oberst befördert. Als solcher wurde er am 13. Januar 1870 zum Kommandeur des 4. Garde-Grenadier-Regiments „Königin“ ernannt. Mit diesem Regiment zog Waldersee 1870 in den Krieg gegen Frankreich. In der Schlacht bei Gravelotte wurde er schwer verwundet und mit dem Eisernen Kreuz II. Klasse ausgezeichnet. Nach seiner Genesung nahm er an der Belagerung von Paris teil und fiel am 30. Oktober 1870 bei Le Bourget.
Waldersee war Rechtsritter des Johanniterordens.

### Familie
Am 27. Oktober 1856 heiratete Waldersee in Pessin Laura von Knoblauch (1836–1904), Tochter Friedrich Wilhelm von Knoblauch (1798–1852) und Pauline von Bardeleben (1811–1884). Aus der Ehe gingen die Söhne Georg (1860–1932) und Franz Georg Kurt Eduard (1862–1927) hervor.